# بلدية نيغوتينو
بلدية نيغوتينو هي بلدية في جمهورية مقدونيا، بلغ عدد سكانها 19٬212 نسمة، في 2002، عاصمتها نيغوتينو، تبلغ مساحتها 132٫9 كيلومتر مربع، رمزها البريدي هو 1440.